# Parelvederkruid
Parelvederkruid (Myriophyllum aquaticum), ook wel diamantkruid, is een kruipende oever- en waterplant uit de vederkruidfamilie. Het natuurlijk verspreidingsgebied omvat het stroomgebied van de Amazone in Brazilië, Ecuador, Peru en verder zuidelijk in Paraguay, Argentinië en Chili. Het is voornamelijk een subtropische soort. De soort werd medio jaren 80 voor het eerst verwilderd waargenomen in België.

## Uiterlijke kenmerken
De plant heeft typische blauwgroene veervormige bladeren die in kransen van 4-6 staan en tot 40 cm boven het wateroppervlak kunnen uitsteken. In de bladoksels van deze bladeren staan kleine onopvallende witte bloemetjes die bloeien van mei tot augustus. De plant heeft twee verschillende bladvormen (heterophyllie)  afhankelijk of hij onder water of boven water groeit. De soort kan verward worden met andere invasieve exoten zoals Cabomba caroliniana (onderwater stadium) en Myriophyllum heterophyllum of inheemse vederkruiden zoals Myriophyllum verticillatum. Andere soorten die verward kunnen worden met parelvederkruid zijn Hottonia palustris en Hippuris vulgaris.

## Habitat
De plant is vooral te vinden langs oevers en in ondiepe, voedselrijke (stilstaand of langzaam stromend) wateren zoals poelen, vijvers, sloten en kanalen. Bij sterke eutrofiëring kan de soort zelfs drijvende matten vormen op dieper water (tot een halve meter dik).

### Reproductie
De plant verspreidt zich alleen vegetatief: delen van de plant verplaatsen zich via stromend water en kunnen elders uitgroeien tot nieuwe planten. Er wordt in België en Nederland geen kiemkrachtig zaad gevormd.

## Invasieve uitheemse soort
Oorsprongsgebied: parelvederkruid is inheems in delen van Zuid-Amerika.
Introductieroute: parelvederkruid werd in de EU geïmporteerd voor de handel in vijver- en aquariumplanten. Op dit moment is de plant als exoot aanwezig in 15 landen van de EU. Verspreiding door mensen treedt op doordat de plant blijft hangen aan bv. laarzen, visgereedschap en door overtollige planten weg te gooien in openbare wateren.
Wetgeving: in 2016 werd de plant opgenomen op de lijst van invasieve uitheemse soorten die zorgwekkend zijn voor de Europese Unie. Sindsdien mag de plant niet meer verkocht worden binnen de Unie.

## Impact

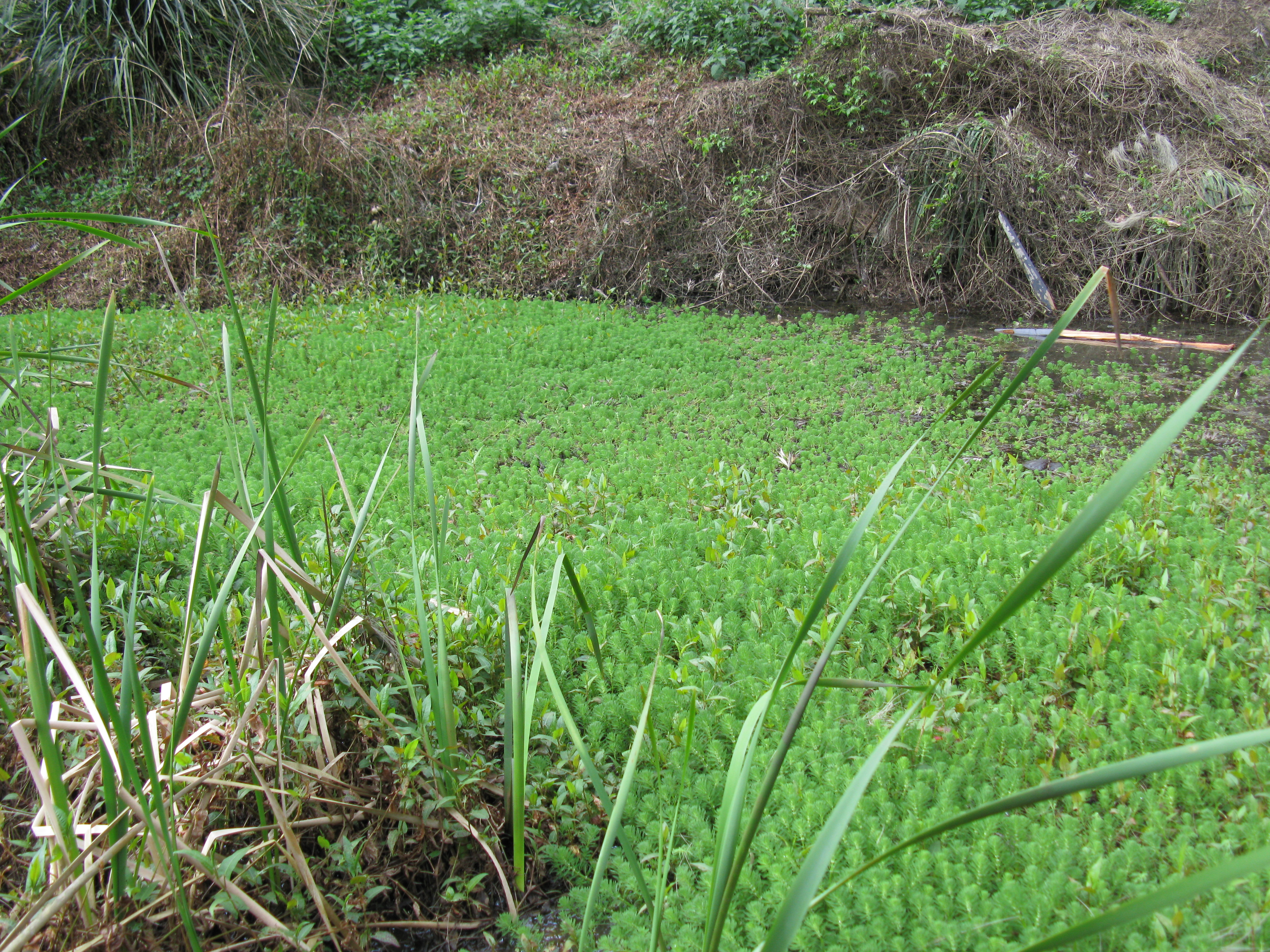
Parelvederkruid als mat op het water

Parelvederkruid is een zeer agressieve invasieve exoot en vormt snel veel biomassa. Dit leidt tot dichte, op het wateroppervlak drijvende, matten met sterke negatieve gevolgen  voor de biodiversiteit. Door een afname in zonlicht en zuurstofgehalte in het water worden inheemse waterplanten, macro-invertebraten en zoöplankton weggeconcurreerd. Daarnaast heeft de soort ook een impact op hydrologie, stroomsnelheid en kan het de waterafvoer belemmeren. De plant beperkt recreatieve mogelijkheden (zwemmen, hengelsport, pleziervaart) en heeft hierdoor een negatieve invloed op toerisme.

## Beheer

### Mechanische/manuele controle
Diverse methoden van mechanische verwijdering zoals afscheppen met een kraan of gebruik van een maaiboot kunnen worden toegepast. Deze methoden zijn zelden effectief op lange termijn omdat de plant snel kan teruggroeien vanuit kleine fragmenten (vb stukjes stengel die in de bodem achterblijven of op het water wegdrijven) en er is dus ook kans op verdere verspreiding. Bij deze methode is een nauwgezette opvolging en handmatige nazorg vereist gedurende enkele jaren. Hierdoor is dit ook een arbeidsintensieve en relatief dure methode. Handmatige verwijdering heeft dus de voorkeur, maar is enkel haalbaar bij kleine populaties.

### Chemische controle
Er zijn producten bekend waarvoor parelvederkruid zeer gevoelig is. Chemische bestrijding is echter zeer beperkt toegelaten in een aquatisch milieu in België en heeft ook ongewenste neveneffecten voor de omringende omgeving. Beheersmaatregelen moeten zich daarom richten op alternatieve niet-chemische methoden.

### Biologische controle
Er zijn enkele biologische bestrijders bekend. Lysathia sp. (Coleoptera: Chrysomelidae) staan erom bekend de plant in zijn oorspronkelijke verspreidingsgebied in Argentinië te beschadigen en hebben succes gehad als biologische bestrijder in Zuid-Afrika. Parelvederkruid wordt in Zuid-Afrika beschouwd als zijnde onder volledige controle waarbij er geen andere bestrijdingsmethoden nodig zijn om de populaties van de soort op een niveau te houden waarbij ze niet langer een negatieve invloed hebben op de biodiversiteit of watergebruik.

## Waterzuivering
Er is ervaring in het gebruik van de plant in de rioolwaterzuivering. Hoewel de groei van de plant een doeltreffende manier is om nitraat en fosfaat uit het afvalwater te halen, laat de verwijdering van organische stoffen te wensen over. De mogelijkheid bestaat echter de behandeling met parelvederkruid met een behandeling met actief slib te combineren, die de doeltreffendheid van de behandeling verhoogt.
In de Verenigde Staten is er een studie uitgevoerd naar de toepassing van parelvederkruid en watersla als middel om antibiotica zoals tetracycline en oxytetracycline in het oppervlaktewater biologisch af te breken. Deze antibiotica komen onder andere in het oppervlaktewater terecht door lozing na gebruik in de diergeneeskunde. De studie bevestigde de werkzaamheid van beide planten.
Een andere studie, in Brazilië waar de plant inheems is, liet zien dat parelvederkruid allelopatische eigenschappen heeft en de groei van Microcystis aeruginosa tegengaat. Deze blauwalg produceert microcystine een zeer giftige stof.